# Farrah Franklin
Farrah Franklin (Des Moines, Iowa; 3 de mayo de 1981) es una cantante de pop, R&B y soul, compositora, modelo, actriz, y bailarina estadounidense. Adquirió fama al formar parte del grupo femenino estadounidense Destiny's Child.

## Discografía

### Álbumes
- 2007: Farrah Franklin

### Canciones
Como solista
- Get at Me (feat. Method Man)
- Hurry Please
- Extraordinary Love
- Candy Girl (feat. Erin Bria)

Con Destiny’s Child
- Independent Women Part I
- Dance with Me
- Jumpin’ Jumpin’ (Azza’s Remix)
- Jumpin’ Jumpin’ (WNBA Version)

## Filmografía
- Trippin' (1999)
- The Brewster Project (2004)
- All of Us (serie de TV series; episodio: "Robert and Neesee Get Real") (2006)
- Tamales and Gumbo (2008)
- Unemployed (2008) como Unemployment Clerk
- Single Black Female (2009) como Karma
- The Preacher's Family (2011) como LaJune Carter